# ماجلی دیدی
ماجلی دیدی (به هندی: Majhli Didi) فیلمی محصول سال ۱۹۶۷ و به کارگردانی همانتا موکرجی است. در این فیلم بازیگرانی همچون مینا کوماری، درمندرا، ساچین، لالیتا پاوار، لیلا چیتنیس، لیلا میشارا، ساریکا، جلال آقا ایفای نقش کرده‌اند.